# Anypodetus
Anypodetus (лат.) — род ктырей из подсемейства Laphriinae. Южная Африка. Известно около 10 видов.

## Распространение
Южная Африка: Ботсвана, Мозамбик, Намибия, ЮАР, Зимбабве и южная часть Замбии.

## Описание
Мухи среднего размера, с длиной крыла от 4,8 до 8,5 мм. Род можно разграничить по отсутствию пульвилл, очень длинным макрощетинкам на скапусе, которые часто достигают кончика усиков, половому диморфизму в окраске и расположении волосков мистакса у некоторых видов, отсутствию макрощетинок на заднем анэпистернуме, открытой ячейке r5 крыла и закрытой ячейке m3, небольшому размеру и ограниченному распространению в южной Африке (единственная запись из южной Замбии).
- A. arachnoides Oldroyd, 1974
- A. fasciatus Hermann, 1908
  - =A. rigidis Oldroyd, 1974
- A. fascipennis Engel, 1924
  - =A. maculipennis  Ricardo, 1925
  - =A. semirufus Engel, 1924
- A. leucothrix Londt, 2000[3]
- A. londti Dikow & Dubus, 2023[1]
- A. macroceros Londt, 2000[3]
- A. nigrifacies Ricardo, 1925
- A. phalaros Londt, 2000[3]
- A. unicolor Oldroyd, 1974

### Комментарии
1. ↑  Мистакс (mystax) это группа густых и жестких щетинок в нижней части лица ктыря; термин происходит от греческого mystakos, означающего «усы» или «верхняя губа». Предполагается, что мистакс обеспечивает некоторую защиту головы и лица, когда эти хищные мухи имеют дело с крупной сопротивляющейся добычей (осы, кузнечики, стрекозы)[2].